# Teresa de Almeida
Teresa de Almeida (pseudonym Devi Vimala) (* 1932) je esperantská básnířka, indická Portugalka, narozená v Goa v době portugalské nadvlády. V roce 1952 se přestěhovala do Lisabonu, v roce 1973 do Barcelony. Píše portugalsky, katalánsky a esperantem. Vedle portugalských sbírek poezie (Súria, Hologramas, Telepoemas, Monçâo) napsala dvě esperantské: Pluralogo (Pluralog, 1996) a Speguliĝoj (Zrcadlení, 1998).